# Septo nasal
El septo nasal o tabique nasal es una estructura impar situada en la línea media de la fosa nasal que divide medialmente ambas fosas de la nariz. Es una estructura laminar osteocartilaginosa ubicada en la parte media de la pirámide nasal, de disposición vertical y anteroposterior. Forma la pared interna de ambas fosas nasales. Consta de lámina perpendicular del etmoides, cartílago cuadrangular del septo nasal, y el vómer.

## Composición
El tabique nasal está compuesto por cinco estructuras:
- Lámina perpendicular del hueso etmoides.
- Hueso vómer.
- Cartílago vomeronasal y septal.
- Cresta del hueso maxilar.
- Cresta del hueso palatino.